# Symydobius americanus
Symydobius americanus är en insektsart som beskrevs av Baker, A.C. 1918. Symydobius americanus ingår i släktet Symydobius och familjen långrörsbladlöss. Inga underarter finns listade i Catalogue of Life.